# イブラヒム・ハマト
イブラヒム・ハマト（イブラヒーム エルフセイニ・ハマドトゥ Ibrahim Al Husseini Hamadtou、1973年7月1日 - ）は、エジプトのパラ卓球選手（クラス6）。
ラケットを口で咥えるプレースタイルが特徴で、サーブは床に置いたボールを右足の指でつかんでトスすることで行う。

## 経歴
1973年7月1日にエジプトのディムヤートで生まれる。
10歳の時に電車のドアからの落下事故で両腕の肘から先を失い、それから1年ほどは「哀れみの目を向けられたくない」として家の中に籠り続ける。その後スポーツを勧められてサッカーを始めるが、バランスが取れないことで何度も怪我をしたため諦める。
13歳の時に村のスポーツ施設で見た卓球に興味を持つ。ある時、友人たちの卓球の試合の審判をしていると、ジャッジ内容に不満を抱いた友人から「プレーできないくせに口出しするな」と言われる。この言葉が発奮材料となり、卓球に本格的に取り組むようになる。
最初はラケットを脇に挟むなどしてプレーするも上手くいかず、試行錯誤の末に、ラケットを口にくわえ、サーブは床に置いたボールを右足でトスすることによって行い、頭を左右に振ってボールを打つという今のプレースタイルにたどりついた。
パラリンピックには、2016年リオデジャネイロパラリンピックと2020年東京パラリンピックに出場している。

## 備考
- 2014年の第52回世界卓球選手権団体戦では、水谷隼などとのエキシビションマッチが行われた[4]。また、2016年の第53回世界卓球選手権団体戦では、平野美宇とのエキシビションマッチが行われた[7]。